# Evanghelia după Ioan
Evanghelia după Ioan este ultima evanghelie din canonul Noului Testament, scrisă de un autor numit convențional Ioan Evanghelistul. Textul a fost finalizat în jurul anilor 90-110 d.Hr., deși conține fragmente care datează din 70 d.Hr. și posibil chiar mai devreme. La fel ca celelalte trei evanghelii, scrierea este anonimă, deși identifică un „discipol pe care Isus l-a iubit” drept sursă a tradițiilor sale. Cel mai probabil a apărut în cadrul unei „comunități ioanine”, și - întrucât este strâns legat în stil și conținut de cele trei epistole ioanine - majoritatea specialiștilor tratează cele patru cărți, împreună cu Cartea Apocalipsei, ca un singur corp al literaturii ioanine, chiar dacă nu de la același autor.

## Autorul
Este o scriere fals atribuită, fiind opera unui autor anonim.
Alți autori, care sunt de părere că i se cunoaște autorul (opinie minoritară), subscriu la ideea că a fost publicată anonim. Biblia a fost scrisă preponderent de anonimi.
Această evanghelie nu susține că ar fi fost scrisă de martori direcți la evenimentele relatate și nu a fost scrisă de martori:
„Ele nu pretind că ar fi fost scrise de martori la viața lui Isus, iar istoricii au recunoscut de mult că ele au fost produse de creștini din a doua sau a treia generație, trăind în alte țări decât Isus (și Iuda), vorbind o limbă diferită (greacă în loc de aramaică), trăind în circumstanțe diferite și adresându-se unui public diferit.”—Bart D. Ehrman, The lost Gospel of Judas Iscariot: a new look at betrayer and betrayed.
Evanghelia după Ioan a fost scrisă, după părerea lui Harris, între anii 90 și 100. Ea este astfel cea mai târziu scrisă dintre evangheliile canonice.
Evanghelia după Ioan nu face parte dintre evangheliile sinoptice.
Evanghelia existentă a fost scrisă direct în greacă și nu este, nu poate fi, o traducere din ebraică sau din aramaică: mărturie stă prezența unei terminologii cu forme stilistice și cu jocuri de cuvinte posibile numai în limba greacă. De exemplu dialogul dintre Nicodim și Isus (Ioan 3:1-12) se bazează pe un joc de cuvinte care e imposibil în aramaică, fiind posibil doar în greacă.
Din cauza cunoașterii precare a geografiei Palestinei, este improbabil că vreunul din evangheliști ar fi vizitat vreodată Palestina.
Conform The New Oxford Annotated Bible (2018) „În general, savanții sunt de acord că Evangheliile au fost scrise de la patruzeci până la șaizeci de ani după moartea lui Isus.”

## În tradiția ortodoxă
Biserica Ortodoxă a susținut întotdeauna, conform tradiției, că autorul evangheliei după Ioan este nimeni altul decât Sf. Ioan, apostolul.
În fragmenul Muratori, ce reprezintă o copie după un original grec din secolul II d.Hr., se menționează explicit că Ioan apostolul este autorul evangheliei a patra (în accepțiunea teologilor ortodocși, discipolul Ioan este același cu apostolul Ioan): 
„A patra dintre Evanghelii aparține lui Ioan, unul dintre discipoli. Ucenicilor și discipolilor confrați, care l-au îndemnat să scrie, le-a răspuns: 'Postiți cu mine începând de azi, vreme de trei zile, și ce se va revela fiecăruia, vom împartăși între noi'. În aceeași noapte, i s-a revelat lui Andrei, unul dintre apostoli, că Ioan ar trebui să scrie toate lucrurile în nume propriu, în vreme ce toți ar trebui să recenzeze (cele scrise n.t.).”—fragmentul Muratori
Clement Alexandrinul, către sfârșitul secolului II d.Hr., în lucrarea Hypotyposes (acum pierdută), ar fi menționat următoarele (conform relatării lui Eusebius): 
„Ioan, ultimul dintre toți, văzând că cele materiale au fost expuse în Evanghelii, la îndemnul prietenilor apropiați, și inspirat de Sf. Duh, a compus o evanghelie duhovnicească.”—Clement Alexandrinul, Hypotyposes, Fragment păstrat în Eusebiu din Cezareea, Istoria ecleziastică, cartea VI. 14
Teofil al Antiohiei, în lucrarea „Către Autolycus” scrisă înainte de 185 d.Hr., menționează explicit că a patra evanghelie apaține lui Ioan (conform teologilor ortodocși, apostolului Ioan), fiind o scriere inspirată. Irineu al Lionului, în același secol II d.Hr, spune în „Adversus Haereses” că Ioan apostolul este autorul celei de-a patra evanghelii, citând sau parafranzând de mai multe ori această lucrare. Același lucru îl susține și Origen, care scrie pe baza acestei evanghelii un comentariu vast, ce cuprindea mai mult de 32 de volume. În Africa de Nord, în aceeași perioadă, Tertulian, Sf. Ciprian, fericitul Augustin, precum și sinoadele de la Hippo (393) și Cartagina (397) atribuie această evanghelie apostolului Ioan. Conciliul de la Laodiceea (363-364 d.Hr.) include evanghelia după Ioan între scrierile canonice, precum o fac și sfinții părinți din secolul de al IV-lea d.Hr.: Atanasie cel Mare, Chiril al Ierusalimului, Grigorie de Nazians ș.a.
Eusebiu din Cezareea scrie în Istoria ecleziastică despre „Sfânta Tetradă a Evangheliilor” (Istoria ecleziastică, cartea III. 25), incluzând astfel evanghelia după Ioan între scrierile acceptate de majoritate ca autentice (i.e. omologumena).
Conform lui Constantin Oancea „Biserica ortodoxă nu a făcut niciodată din chestiunea autorului unei cărți o chestiune dogmatică.”

## Pilda apocrifă
Parabola cu femeia prinsă în preacurvie (Ioan 7:53-8:11), numită Pericope Adulterae sau Pericope de Adultera, constă din versete apocrife: povestirea nu apare în cele mai vechi și mai credibile manuscrise ale Evangheliei după Ioan, stilul povestirii este diferit de restul Evangheliei, ea include un număr de cuvinte și de fraze care îi sunt străine acestei Evanghelii, lipsește bărbatul prins în preacurvie (conform Legii lui Moise, trebuiau uciși atât femeia cât și bărbatul prinși în adulter); consensul științific în critica textuală este că această povestire a fost scornită de copiștii manuscriselor Bibliei. Traducerea New International Version a Bibliei arată că cele mai vechi și mai de încredere manuscrise ale Evangheliei după Ioan, împreună cu alte izvoare străvechi, nu conțin versetele Ioan 7:53-8:11.
Traducerile mari, recente, ale Bibliei în limba engleză spun clar că pilda nu face parte din Biblie.
Savantul evanghelic Daniel B. Wallace este de acord cu Bart Ehrman că pilda nu este parte autentică a Bibliei. Asta e ceea ce gândesc „cei mai mulți savanți ai NT, inclusiv cei mai mulți savanți evanghelici ai NT, de mai bine de un secol”.
Aparatele critice ale textului Noului Testament grec Novum Testamentum Graece (NA28) și United Bible Societies (UBS4) oferă aparat critic pentru pericopă, dar o marchează cu duble paranteze drepte, pentru a indica faptul că e vorba de o adăugire ulterioară.
Pedeapsa reală pentru adulter era divorțul și nu pedeapsa cu moartea.